# Szpic niemiecki mały
Szpic niemiecki mały − jedna z ras psów należąca do grupy szpiców i ras pierwotnych. Typ lisowaty.

## Rys historyczny
Rasa ta pochodzi z XIX wieku. Wywodzi się od swoich większych przedstawicieli – Szpiców Niemieckich Dużych.

## Charakter i usposobienie
Psy te charakteryzują się, tak jak wszystkie szpice, żywotnością i wesołością.

## Wygląd
Szpice małe posiadają obfitą szatę, ogon jest zakręcony nad grzbietem. Uszy są małe i trójkątne. Nogi krótkie i mocne. Dozwolone są wszystkie umaszczenia.